# Ашберн (река)
Ашберн (англ. Ashburn) — небольшая быстрая река в Великобритании, текущая по крутой каменистой речной долине на вересковых пустошах Дартмура в графстве Девон (Юго-Западная Англия). Верховье реки расположено на общинных землях Хорридж-Коммон в общине Илсингтон, в районе Тинбридж, на высоте 365 метров у холма Риппон Тор. Ближайшее поселение, Хорридж, находится в километре к юго-востоку. Ашберн течёт через Ашбертонскую равнину. В Ашбертон река входит с севера, пробегает мимо мэрии и, поварачивая на запад, выходит из города через парк. Впадает в реку Дарт около Бакфастли.
Название Ashburn происходит от др.-англ. æsc (ясень) + burna (поток, ручей), что означает «ручей, на котором растут ясени».